# Amerikaanse spiering
De Amerikaanse spiering (Hypomesus pretiosus) is een straalvinnige vis uit de familie van de spieringen (Osmeridae). De vis kan een lengte bereiken van 30 centimeter. De hoogst geregistreerde leeftijd is drie jaar.

## Leefomgeving
De soort komt voor in zeewater en brak water in gematigde wateren van  de Grote Oceaan.

## Relatie tot de mens
De soort is voor de visserij van aanzienlijk commercieel belang. In de hengelsport wordt er weinig op de vis gejaagd.